# Broadview Park
Broadview Park statisztikai település az Amerikai Egyesült Államok Florida államában, Broward megyében. Lakosainak száma 7670 fő (2020. április 1.).

## Népesség
A település népességének változása:

| 2010 | 7 125 |
| 2020 | 7 670 |